# タウィー
タウィー（Ta Wee、1966年 - 1980年）は、アメリカ合衆国の競走馬、および繁殖牝馬。殿堂入りした短距離馬ドクターフェイガーの妹として生まれ、1969年・1970年のアメリカ競馬界で短距離路線を席巻し、アメリカ最優秀短距離馬に2度輝いた。1994年に兄と同じくアメリカ競馬殿堂入りを果たしている。

## 経歴
父はジェロームハンデキャップなどの勝鞍があるインテンショナリー。母のアスピディストラはタータンステーブル所有者のウィリアム・L・マクナイトが就業祝いとして贈られた馬で、繁殖牝馬として1964年にドクターフェイガーを産んだ名牝であった。一風変わった馬名は、「美しい少女」を意味するスー族の言葉に由来している。
1968年7月30日にサラトガ競馬場でデビューして4着、2戦目で初勝利を挙げた。このとき、後にライバルの一頭となるシュヴィーを破っている。2歳時はこのほかに2戦して1勝、スピナウェイステークスにも出走しているが4着に終わった。
3歳シーズンの初戦にジャスミンステークスとプライオレスステークスに勝ち、5月のアケダクト競馬場で行われたカムリーステークスでは再びシュヴィーと対戦、アタマ差の2着にこれを破った。この後ニューヨーク牝馬三冠路線には向かわず、短距離戦に狙いを絞って出走、テストステークスやフォールハイウェイトハンデキャップ、インターボローハンデキャップなどで勝ちを収めている。
1969年の年末、ヴォスバーグハンデキャップでは三冠牝馬となっていたシュヴィー、そして前年の最優秀古牝馬ゲイムリーといった名牝たちとの対決になったが、タウィーはこれらを制して優勝を飾った。同年は10戦8勝の活躍により、アメリカ最優秀短距離馬に選出された。
1970年にも短距離路線で活躍、コレクションハンデキャップなどに勝ち、インターボローハンデキャップを連覇して引退した。7戦5勝2着2回のすばらしい成績を残し、2年連続でアメリカ最優秀短距離馬に選出された。

## 引退後
引退後は、タータンファームズに繁殖牝馬として繋養された。6頭の競走馬を産み、そのうち5頭が勝ち上がり、4頭がステークス競走で勝ちを収めた。大競走に勝つ馬こそ出なかったが、ジェロームハンデキャップ (G2) などに勝ったグレートアバヴは種牡馬となり、アメリカ殿堂馬ホーリーブルの父となった。
タウィーは1980年に死亡した。後の1994年、アメリカ競馬名誉の殿堂博物館はその競走実績を表彰し、タウィーを殿堂馬の一頭として加えている。

## 評価

### 主な勝鞍
1968年（2歳）　4戦2勝
1969年（3歳）　10戦8勝
ジャスミンステークス、ヴォスバーグハンデキャップ、ミスウッドフォードステークス、フォールハイウェイトハンデキャップ、プライオレスステークス、カムリーステークス、テストステークス、インターボローハンデキャップ
1970年（4歳）　7戦5勝
フォールハイウェイトハンデキャップ（連覇）、インターボローハンデキャップ（連覇）、コレクションハンデキャップ、ヘンプスティードハンデキャップ、リグレットステークス

### 年度代表馬
- 1969年 - アメリカ最優秀短距離馬
- 1970年 - アメリカ最優秀短距離馬

### 表彰
- 1994年 - アメリカ競馬名誉の殿堂博物館により、殿堂馬に選定される。
- 1999年 - ブラッド・ホース誌の選ぶ20世紀のアメリカ名馬100選において、第80位に選ばれる。

## 血統表
| タウィーの血統（インテント系 / Man o' War 4x5=9.38%、 Fair Play 父内5x5=6.25%、 Teddy 母内5x5=6.25%） | タウィーの血統（インテント系 / Man o' War 4x5=9.38%、 Fair Play 父内5x5=6.25%、 Teddy 母内5x5=6.25%） | タウィーの血統（インテント系 / Man o' War 4x5=9.38%、 Fair Play 父内5x5=6.25%、 Teddy 母内5x5=6.25%） | （血統表の出典） | （血統表の出典） |
| 父 Intentionally 1956 黒鹿毛 アメリカ                                                                 | 父の父Intent 1948 栗毛 アメリカ                                                                       | War Relic                                                                                             | Man o' War       | Man o' War       |
| 父 Intentionally 1956 黒鹿毛 アメリカ                                                                 | 父の父Intent 1948 栗毛 アメリカ                                                                       | War Relic                                                                                             | Friars Carse     |                  |
| 父 Intentionally 1956 黒鹿毛 アメリカ                                                                 | 父の父Intent 1948 栗毛 アメリカ                                                                       | Liz F.                                                                                                | Bubbling Over    | Bubbling Over    |
| 父 Intentionally 1956 黒鹿毛 アメリカ                                                                 | 父の父Intent 1948 栗毛 アメリカ                                                                       | Liz F.                                                                                                | Weno             |                  |
| 父 Intentionally 1956 黒鹿毛 アメリカ                                                                 | 父の母My Recipe 1947 鹿毛 アメリカ                                                                    | Discovery                                                                                             | Display          | Display          |
| 父 Intentionally 1956 黒鹿毛 アメリカ                                                                 | 父の母My Recipe 1947 鹿毛 アメリカ                                                                    | Discovery                                                                                             | Ariadne          |                  |
| 父 Intentionally 1956 黒鹿毛 アメリカ                                                                 | 父の母My Recipe 1947 鹿毛 アメリカ                                                                    | Perlette                                                                                              | Percentage       | Percentage       |
| 父 Intentionally 1956 黒鹿毛 アメリカ                                                                 | 父の母My Recipe 1947 鹿毛 アメリカ                                                                    | Perlette                                                                                              | Escarpolette     |                  |
| 母 Aspidistra 1954 鹿毛 アメリカ                                                                      | 母の父Better Self 1945 鹿毛 アメリカ                                                                  | Bimelech                                                                                              | Black Toney      | Black Toney      |
| 母 Aspidistra 1954 鹿毛 アメリカ                                                                      | 母の父Better Self 1945 鹿毛 アメリカ                                                                  | Bimelech                                                                                              | La Troienne      |                  |
| 母 Aspidistra 1954 鹿毛 アメリカ                                                                      | 母の父Better Self 1945 鹿毛 アメリカ                                                                  | Bee Mac                                                                                               | War Admiral      | War Admiral      |
| 母 Aspidistra 1954 鹿毛 アメリカ                                                                      | 母の父Better Self 1945 鹿毛 アメリカ                                                                  | Bee Mac                                                                                               | Baba Kenny       |                  |
| 母 Aspidistra 1954 鹿毛 アメリカ                                                                      | 母の母Tilly Rose 1948 青鹿毛 アメリカ                                                                 | Bull Brier                                                                                            | Bull Dog         | Bull Dog         |
| 母 Aspidistra 1954 鹿毛 アメリカ                                                                      | 母の母Tilly Rose 1948 青鹿毛 アメリカ                                                                 | Bull Brier                                                                                            | Rose Eternal     |                  |
| 母 Aspidistra 1954 鹿毛 アメリカ                                                                      | 母の母Tilly Rose 1948 青鹿毛 アメリカ                                                                 | Tilly Kate                                                                                            | Draymont         | Draymont         |
| 母 Aspidistra 1954 鹿毛 アメリカ                                                                      | 母の母Tilly Rose 1948 青鹿毛 アメリカ                                                                 | Tilly Kate                                                                                            | Teak F-No.1-r    |                  |

- 半兄にドクターフェイガーがいる。
- そのほかの近親にアンブライドルド、タヤスツヨシ、ロールオブザダイス。